# Sinners (film)
Pour les articles homonymes, voir Sinners.
Pour plus de détails, voir Fiche technique et Distribution.
Sinners ou Pécheurs au Québec est un film américain réalisé par Ryan Coogler et sorti en 2025.
Il met en scène Michael B. Jordan qui incarne les jumeaux, Elijah et Elias. Dans les années 1930, durant la Prohibition, ils reviennent de Chicago dans leur ville natale du Mississippi pour refaire leur vie. Ils vont cependant être confrontés à d'horribles évènements surnaturels.

## Synopsis
Le 16 octobre 1932, à Clarksdale dans l'État du Mississippi, Sammie Moore, surnommé « Preacherboy », revient dans l'église de son père pasteur, alors en plein sermon. Le jeune homme a plusieurs cicatrices sur le visage et le manche d'une guitare cassé dans la main. Son père insiste pour que Sammie pose sa guitare et se repente.
La veille, Elijah « Smoke » et Elias « Stack », des frères jumeaux vétérans de la Première Guerre mondiale, sont de retour dans leur ville natale de Clarksdale. Après avoir travaillé avec la pègre de Chicago, ils reviennent dans le Mississippi pour acheter une ancienne scierie à un homme blanc très raciste nommé Hogwood. Les jumeaux retrouvent Sammie, leur cousin, et se préparent à ouvrir un bar juke joint le soir même, avec de l'alcool de qualité volé à Chicago.
Stack retrouve son ancienne petite amie blanche, Mary, dont la mère récemment malade vient de mourir. Celle-ci s'était jadis occupée des jumeaux lorsqu'ils étaient petits, mais ils ne sont même pas venus à ses funérailles. Mary se confronte à Stack à propos de son abandon, mais il la repousse avec colère. Smoke retrouve quant à lui Annie, qui lui confie avoir prié pour lui et son frère. Smoke lui avoue son amour, mais se demande pourquoi ses prières n'ont pas pu sauver leur petite fille, morte en bas âge.
Aux abords de la ville, un homme prénommé Remmick demande désespérément refuge à Joan et Bert, qui vivent dans une ferme isolée. Il dit être poursuivi par un gang Amérindien et réussit à les soudoyer avec de l'or. Les Amérindiens arrivent alors sur la propriété et demandent à Joan si elle a vu un étranger. Elle refuse de les laisser fouiller la maison, et ils repartent au coucher du soleil, en avertissant Joan que Remmick n'est pas celui qu'il prétend être. Joan découvre plus tard que Remmick est un vampire et a transformé Bert en mort-vivant.
De leur côté, Smoke et Stack rameutent leurs vieilles connaissances pour la soirée d'ouverture en grande pompe du juke-bar. Ils font ainsi appel au costaud Cornbread pour garder la porte, au couple d'Asiatiques Grace et Bo Chow pour la décoration et la logistique ou encore au vieux musicien alcoolique Delta Slim. Le soir venu, Sammie joue sa musique, ce qui attire Remmick, car ses chansons sont capables de communiquer au-delà du monde naturel. Remmick apparaît avec Joan et Bert devant l'établissement des deux frères et demande à entrer. Munis de banjos, ils jouent de la musique pour convaincre Stack et Smoke, qui refusent leurs supplications. Ils s'installent alors à l'extérieur et continuent à jouer de leurs banjos. Les recettes de la soirée étant décevantes, Mary convainc Stack de la laisser aller voir Remmick et ses compagnons pour en savoir plus sur eux et éventuellement les laisser entrer dans le bar s'ils ont de l'argent. Mary parle aux trois individus, mais s'inquiète du comportement étrange de Remmick. Ce dernier finit par l’attaquer alors qu'elle tente de retourner vers le bar. La jeune femme retourne au bar, où elle couche avec Stack avant de le mordre. Smoke fait irruption dans la pièce et la crible de balles. Cependant cela ne la tue pas et elle s'échappe du bar pour aller chercher Remmick et les autres. Annie prévient Smoke et ils enferment Stack dans la pièce, tandis que Slim ordonne à tous les clients de quitter le bar. Après s'être aventuré dehors pour aller uriner, Cornbread est également attaqué par les vampires. Il insiste à plusieurs reprises pour entrer, ce qui éveille les soupçons du groupe restant. Annie en déduit que Cornbread, Remmick et les autres sont des vampires, qui ne peuvent entrer que si on les y invite. Le seul moyen de les tuer est de leur planter un pieu dans le cœur. Elle insiste également sur le fait qu'il est impossible de ressusciter les morts et qu'il faut les tuer pour les libérer.
Smoke, Annie, Sammie, Grace et les quelques survivants livrent un combat épique au bar. Lorsque Remmick menace d'aller tuer la fille de Grace, restée en ville, celle-ci les invite à entrer pour les combattre. Grace est rapidement tuée lors de l'attaque et Annie est mordue par Stack. Smoke tient sa promesse de la tuer et de la « libérer » pour qu'elle rejoigne leur fille défunte. Delta Slim se sacrifie pour que le groupe puisse s'échapper, mais Sammie affronte Remmick, pendant que Smoke et Stack font de même. Remmick dit à Sammie qu'il a besoin de sa musique pour ramener les gens et tente de le forcer à jouer pour lui. Sammie parvient à blesser Remmick avec sa guitare avant que Smoke ne le tue avec un pieu. Remmick et le reste des vampires sont anéantis par la lumière du soleil levant. Smoke renvoie Sammie chez lui.
Peu avant sa mort, Remmick avait prévenu Smoke que Hogwood, le vendeur de la scierie, voulait en réalité leur tendre un piège pour ensuite les tuer avec ses amis du Ku Klux Klan. Le lendemain de l'affrontement avec les vampires, Smoke se prépare à accueillir Hogwood et ses hommes. Il ressort des armes automatiques qu'il avait cachées et tue tous les membres du KKK. Mortellement blessé par eux, il a une vision d'Annie berçant leur bébé, qu'il serre tendrement dans ses bras avant de mourir.
La scène d'ouverture recommence. Dans l'église, son père exige de Sammie qu'il renonce à la musique et au péché, en jetant son manche de guitare cassée. Au lieu de cela, Sammie quitte son village natal au volant de l'automobile de Stack, réalisant son rêve (qu'il avait révélé à Smoke durant la soirée au juke joint) de partir vers le Nord, peut-être jusqu'à Chicago comme les jumeaux autrefois, et de devenir musicien professionnel de blues.
Le 16 octobre 1992, à Chicago dans l'État de l'Illinois, soixante ans plus tard. Sammie est devenu un musicien de blues très populaire et possède son propre établissement, nommé « Pearline » d'après la jeune femme qu'il a aimée et perdue lors de cette soirée tragique. Un soir, après la fermeture à la clientèle, alors qu'il boit au bar de son club, il voit y entrer Stack et Mary. Stack révèle que Smoke n'avait pas eu le courage de le tuer et que Mary s'était échappée. Stack affirme que Smoke lui a fait promettre de laisser Sammie tranquille, ce qu'ils ont fait durant toutes ces années. Ils lui offrent l'immortalité, mais il refuse. Alors qu'ils repartent, Sammie avoue qu'avant la terreur de la soirée, ce jour avait été le plus beau de sa vie. Stack avoue ressentir la même chose, car c'était la dernière fois qu'il a vu son frère et le soleil, et le seul moment où il s'est senti vraiment libre.
Scène post-générique
Sammie, le visage pas encore marqué par des cicatrices, s'exerce à la guitare en chantant du blues.

## Fiche technique
Sauf indication contraire, les informations mentionnées dans cette section peuvent être confirmées par la base de données cinématographiques IMDb,  présente dans la section « Liens externes ».
- Titre original et français : Sinners
- Musique : Ludwig Göransson
- Réalisation et scénario : Ryan Coogler
- Direction artistique : Jonathan Cappel et Timotheus Davis
- Décors : Hannah Beachler
- Costumes : Ruth E. Carter
- Photographie : Autumn Durald Arkapaw
- Montage : Michael P. Shawver
- Production : Ryan Coogler, Zinzi Coogler et Sev Ohanian
  - Production exécutive : Rebecca Cho, Ludwig Göransson et Will Greenfield
  - Coproduction : Kenneth Yu
- Sociétés de production : Proximity Media, en coproduction avec Domain Entertainment
- Société de distribution : Warner Bros. Pictures
- Budget : entre 90 et 100 millions $[2],[3]
- Pays de production :  États-Unis
- Langue originale : anglais
- Format : couleur - 2,76:1
- Genre : action, horreur, thriller
- Durée : 137 minutes
- Dates de sortie[4] :

  - France : 16 avril 2025
  - États-Unis : 18 avril 2025
- Classification[5] :
  - France : interdit aux moins de 12 ans
  - États-Unis : R

## Distribution
- Michael B. Jordan (VF : Jean-Baptiste Anoumon) : Elijah « Smoke » / Elias « Stack »
- Hailee Steinfeld (VF : Esthèle Dumand) : Mary
- Delroy Lindo (VF : Serge Biavan) : Delta Slim
- Jack O'Connell (VF : Donald Reignoux) : Remmick
- Jayme Lawson (VF : Deborah Claude) : Pearline
- Wunmi Mosaku (VF : Fily Keita) : Annie
- Omar Benson Miller (VF : Guillaume Beaujolais) : Cornbread
- Li Jun Li (VF : Véronique Picciotto) : Grace Chow
- Lola Kirke (VF : Charlotte Baillon) : Joan
- Yao : Bo Chow
- Miles Caton (VF : Grégory Lerigab) : Sammie « Preacher Boy » Moore
- Peter Dreimanis (en) : Bert
- Helena Hu (VF : Coralie Thuilier) : Lisa Chow
- Saul Williams (VF : Marc Bretonnière) : Jedidiah
- Andrene Ward-Hammond : Ruthie
- David Maldonado (VF : Stéphane Bazin) : Hogwood
- Buddy Guy (VF : Paul Borne) : Sammie « Preacher Boy » Moore, âgé

Version française réalisée par la société de doublage Dubbing Brothers, sous la direction artistique de Thierry Desroses, avec une adaptation de dialogues d'Igor Conroux.
 Source et légende : version française (VF) sur RS Doublage[source insuffisante]

## Production

### Genèse et développement
En janvier 2024, il est annoncé que Ryan Coogler va écrire et réaliser un film de genre alors sans titre et qu'il va également le produire via sa société Proximity Media. Michael B. Jordan, acteur fétiche du cinéaste, est alors annoncé dans le rôle principal. Sony Pictures, Warner Bros. ou encore Universal Pictures sont sur les rangs pour acquérir les droits de distribution du film. Le script de Ryan Coogler est décrit comme un film d'époque et de vampires. Le budget alors évoqué avoisine les 90 millions de dollars. En février 2024, il est annoncé que c'est finalement Warner Bros. qui a remporte les enchères.
En avril 2024, Jack O'Connell, Delroy Lindo, Jayme Lawson, Wunmi Mosaku, Omar Benson Miller, Hailee Steinfeld, Li Jun Li ou encore Lola Kirke rejoignent Michael B. Jordan. Il est précisé que Jack O'Connell sera l'antagoniste principal,,,,,,,. En mai 2024, c'est au tour de Yao, Miles Caton, Peter Dreimanis et Christian Robinson de rejoindre la distribution,.
Le titre original, Sinners, est révélé en septembre 2024.

### Tournage
Le tournage débute le 13 avril 2024 à La Nouvelle-Orléans. Le titre de travail est alors Grilled Cheese. Il se déroule également dans d'autres villes de Louisiane comme Donaldsonville, Labadieville et Bogalusa.
Les prises de vues s'achèvent le 17 juillet.

## Musique
Ludwig Göransson, collaborateur fréquent de Coogler, a travaillé sur la bande originale de Sinners . Göransson a décrit Sinners comme une partition personnelle et ambitieuse, reflétant son propre parcours musical. Il s'est inspiré de la musique blues et a interprété la partition sur une guitare à résonateur Dobro Cyclops de 1932, la même que Sammie porte tout au long du film,. Lors de la pré-production, Coogler a envoyé à Göransson plusieurs enregistrements des années 1930 et 1940, notamment ceux de Robert Johnson et Tommy Johnson. Göransson et Coogler ont insisté pour que la femme de Ludwig, Serena, produise les chansons. Serena Göransson, violoniste de formation classique, a déclaré que la musique noire du Sud devait être traitée avec soin et en consultation avec des experts et qu'elle se sentait « comme une intendante de ce projet [...] surtout avec la musique. J'ai juste le sentiment qu'elle a une vie propre... » .
Le couple a travaillé avec Lawrence « Boo » Mitchell, un producteur de blues propriétaire des Royal Studios, et a visité le musée BB King et les juke-joints locaux de Clarksdale et d'Indianola avec lui pour s'inspirer. Les Göranssons et Mitchell ont enregistré les chansons aux Royal Studios pendant cinq jours avec des musiciens tels qu'Alvin Youngblood Hart et Cedric Burnside . Mitchell a également fait appel à d'autres musiciens de blues tels que Brittany Howard, Raphael Saadiq, Bobby Rush, Christone « Kingfish » Ingram et Buddy Guy (qui apparaît également dans le film),. Les Göransson ont loué un studio aménagé dans une église de la Nouvelle-Orléans et ont travaillé avec les acteurs de soutien Jack O'Connell, Lola Kirke, Peter Dreimanis et Jayme Lawson, répétant leurs chansons plusieurs fois. Une grande partie du film a été enregistrée en direct sur le plateau, les membres de la distribution jouant aux côtés d'autres musiciens de blues. Hailee Steinfeld a écrit et enregistré la chanson originale « Dangerous » pour le film.
Contrairement à la plupart des films de Warner Bros., dont les bandes sonores sont publiées via le label interne de la société, WaterTower Music, ou via des labels appartenant à Warner Music Group, la bande sonore et la partition de Sinners sont sorties via les labels Sony Music . La bande originale est sortie sur Sony Masterworks le 18 avril 2025, le même jour que le film, avec 22 morceaux interprétés par un éventail de musiciens de blues, aux côtés des membres du casting,. Le premier single « Sinners », interprété par Rod Wave, est sorti deux semaines auparavant.

## Sortie et accueil
Sinners sort en France le  16 avril 2025, avant sa sortie dans les salles américaines le 18 avril.

### Box-office
| Pays ou région | Box-office        | Date d'arrêt du box-office | Nombre de semaines |
| -------------- | ----------------- | -------------------------- | ------------------ |
| États-Unis     | 278 578 513 $     | 18 juillet 2025            | 9                  |
| France         | 1 036 738 entrées | 2 juillet 2025             | 9                  |
| Allemagne      | 456 147 entrées   | 15 mai 2025                | 5                  |
| Espagne        | 338 638 entrées   | 16 mai 2025                | 5                  |
| Brésil         | 829 628 entrées   | 22 mai 2025                | 6                  |
| Russie         | 17 793 entrées    | 17 avril 2025              | 1                  |
| Italie         | 159 710 entrées   | 8 mai 2025                 | 4                  |
| Corée du Sud   | 35 995 entrées    | 30 mai 2025                | 1                  |
| Total mondial  | 365 878 513 $     | 18 juillet 2025            | 9                  |